# المنبر الديمقراطي التقدمي
المنبر الديمقراطي التقدمي هو جمعية سياسية تأسست في مملكة البحرين في 14 سبتمبر 2001 بعد بدء الإصلاحات السياسية التي انطلقت في البحرين مع بداية الألفية الجديدة.
وهو وريث جبهة التحرير الوطني البحرينية (جتوب) التي تتبني الخط الماركسي
www.altaqadomi.org